# Blackberry Playbook
Das Blackberry Playbook ist ein auf dem Blackberry Tablet OS (QNX) basierender Tablet-Computer der kanadischen Firma Blackberry (ehemals Research In Motion). Die Bedienung des PlayBook erfolgt über einen berührungsempfindlichen Touchscreen.

## Entwicklung
Das Gerät wurde auf der RIM-Entwicklerkonferenz DevCon in San Francisco am 27. September 2010 als „erstes professionelles Tablet“ und als Antwort auf das Apple iPad vorgestellt.
Das Playbook kam am 19. April 2011 in 20.000 Geschäften gleichzeitig auf den US-amerikanischen Markt. Mitte Juni 2011 wurde das Gerät auch in Deutschland verkauft.
Das PlayBook 3G+ wurde ab August 2012 in Kanada und ab Ende September 2012 in Deutschland vertrieben. Das Gerät unterstützt neben dem PlayBook verfügbaren kabellosen Verbindungsmöglichkeiten WiFi und Bluetooth auch den Mobilfunkstandard UMTS/HSPA+.

## Hintergrund
Das PlayBook sollte Kunden ansprechen, die das Gerät beruflich und auch privat nutzen möchten. Um die Sicherheit von Geschäftsdaten sicherzustellen, bietet Blackberry die Bridge-Funktion als App an, mit dem z. B. das firmeneigene Blackberry-Smartphone per Bluetooth mit dem PlayBook verbunden werden kann. Das PlayBook fungiert dann als ein separater Bildschirm und Eingabegerät in dem nur ausgewählte Anwendungen des Blackberry-Smartphones wie Kalender, Kontakte, Notizen, Nachrichten, Aufgaben und Blackberry Messenger bearbeitet, jedoch nicht lokal gespeichert werden können.
Daneben unterstützt das Gerät wie die Konkurrenten von Apple (iOS) und Google (Android) die üblichen Tablet-Anwendungen wie Internetsurfen, Instant Messaging, Video- und Bildbetrachtung, E-Book-Reader, Spiele, Dokumentenbearbeitung, Navigation usw.
Mit dem im Februar 2012 kostenlos von RIM angebotenen Update vom OS 1.0 auf das OS 2.0 erhielt das PlayBook einen eigenständigen Mail-Client, so dass auch ohne Bridge-Funktion Kontakte, Kalender und Mails verwaltet werden können. Dieses Update beinhaltete außerdem eine stärkere Integration von sozialen Netzwerken sowie eine bessere Verbindung zwischen PlayBook und Blackberry-Smartphone.
Am 3. Oktober 2012 folgte das Update auf OS 2.1.

## Lieferumfang
Zum Lieferumfang gehörte neben dem Tablet-Computer und den Unterlagen standardmäßig ein Micro-USB-Ladegerät, ein Micro-USB-Übertragungskabel, eine schwarze Tasche und ein Putztuch.

## Verkaufszahlen
Im ersten Jahr nach Verkaufsstart konnte RIM rund 1,35 Mio. Einheiten absetzen, im zweiten Jahr waren es noch etwa 1 Mio. Einheiten.

## Technik
| Modell              | PlayBook                                                                                       | PlayBook 3G+ |
| ------------------- | ---------------------------------------------------------------------------------------------- | --- |
| Speicher            | 16, 32 oder 64 GB                                                                              | 32 GB |
| Akkulaufzeit        | ca. 7,8 h                                                                                      | |
| Akkukapazität       | 20 Wh                                                                                          | |
| Gewicht             | 425 g                                                                                          | 425 g |
| Abmessungen         | 194 × 130 × 10 mm                                                                              | 194 × 130 × 10 mm |
| Bildschirmgröße     | 178 mm (7 Zoll)                                                                                | 178 mm (7 Zoll) |
| Bildschirmauflösung | 1024 × 600 Pixel (128:75)                                                                      | 1024 × 600 Pixel (128:75) |
| Kamera              | zwei • vorn: Foto: 3 Megapixel, Video:1080p, • hinten: Foto: 5 Megapixel, Video:1080p          | zwei • vorn: Foto: 3 Megapixel, Video:1080p, • hinten: Foto: 5 Megapixel, Video:1080p                                          |
| Arbeitsspeicher     | 1 GB                                                                                           | 1 GB |
| CPU-Takt            | 1 GHz ARM Cortex-A9 (Dual-Core)                                                                | 1,5 GHz TI OMap 4460 (Dual-Core)                                                                                               |
| Konnektivität       | • WLAN (802.11a/b/g/n) • Bluetooth 2.1 + EDR • Micro-USB • Micro-HDMI • 3,5 mm Kopfhörerbuchse | • WLAN (802.11a/b/g/n) • UMTS/HSPA (900/1900/2100 MHz) • Bluetooth 2.1 + EDR • Micro-USB • Micro-HDMI • 3,5 mm Kopfhörerbuchse |
| Betriebssystem      | Blackberry Tablet OS 2.1                                                                       | Blackberry Tablet OS 2.1 |

### Hardware
Alle PlayBook-Tablets besitzen einen hochauflösenden kapazitiven 7 Zoll WSVGA-Touchscreen. Eingesetzt sind bei allen Geräten ein 1 GB Arbeitsspeicher. Die Tablets werden je nach Ausführung mit einem 16, 32 und 64 GB großen Flash-Speicher angeboten, der nicht nachträglich erweitert werden kann.
Alle Geräte unterstützen WLAN mit den Standards 802.11a/b/g/n und Bluetooth 2.1 + EDR (Enhanced Data Rate). Weiterhin sind ein GPS-Empfänger zur Navigation, ein Accelerometer zur 6-Achsen-Bewegungserkennung (Gyroskop) und ein digitaler Kompass (Magnetometer) integriert.
Im Gerät sind zwei Akkus eingebaut, die zusammen eine Kapazität von 20 Wh erreichen.
An der oberen Gehäuseseite sind jeweils ein Taster zum Ein-/Ausschalten des Geräts, Laut- und Leisestellen der beiden integrierten Lautsprecher und zum Starten/Pausieren von Musik- und Videoanwendungen.
Das PlayBook ist mit zwei HD-Video 1080p Kameras ausgestattet. Die Vorderseite beinhaltet eine 3 Megapixel-Kamera und die Rückseite eine 5 Megapixel-Kamera.

### Anschlüsse
An der Gehäuseunterseite befinden sich ein Micro-USB-Anschluss für das Ladekabel bzw. USB-Datenkabel, ein Micro-HDMI-Anschluss für die Verbindung mit einem Fernseher oder Bildschirm und ein Anschluss für die optional verfügbare Schnellladestation.
Eine 3,5 mm Kopfhörerbuchse ist auf der Oberseite des Tablets integriert.

### PlayBook
Das PlayBook der ersten Generation ist mit einem 1 GHz ARM Cortex-A9 Dual-Core-Prozessor ausgestattet. Dieses Modell wurde mit 16, 32 und 64 GB Massenspeicher angeboten. Das ausgelieferte Betriebssystem des PlayBook war seit Februar 2012 die Version OS 2.0. Über ein Update konnte das Tablet seit dem Oktober 2012 auf die Version 2.1 gebracht werden.

### PlayBook 3G+
Die zweite Generation wurde mit einem 1,5 GHz TI OMap 4460 Dual-Core-Prozessor ausgeliefert. Die Geräte wurden nur mit einer 32 GB-Speicherversion angeboten. Zusätzlich zum WLAN und Bluetooth enthält das PlayBook 3G+ eine Mobilfunkfunktion, die UMTS/HSPA+ unterstützt. In Kanada und den USA wurde das Gerät als PlayBook 4G LTE mit einer anderen Mobilfunkkarte angeboten. Eine LTE-Variante für Europa und Lateinamerika war für 2012 geplant, deren Produktion jedoch von RIM verworfen wurde. Für die Mobilfunknutzung ist an der Geräteunterseite eine Öffnung für eine Micro-SIM-Karte vorhanden, die durch eine Plastikabdeckung gegen Verschmutzung geschlossen wird. Das Tablet wurde mit der OS-Version 2.1 ausgeliefert und war ab dem 9. August 2012 weltweit erhältlich. Für den Verkaufsstart arbeitete RIM mit den kanadischen Netzbetreibern Bell, Rogers und TELUS zusammen.

### Software
Im PlayBook wird das QNX-basierte Blackberry Tablet OS als Betriebssystem eingesetzt.
Zu den bereits fest im Betriebssystem enthaltenen Programmen können weitere Apps nachträglich aus der sog. Blackberry App World entweder kostenlos oder gegen Gebühr geladen und installiert werden. Das Betriebssystem des PlayBook ist multitaskingfähig, so dass zwischen mehreren gleichzeitig laufenden Programmen gewechselt werden kann.
Das Gerät unterstützt auch Adobe Flash 10.1 und HTML5, wo es beim HTML5-Test mit 373 Punkten in der Version 2.0 den Tablet-Markt anführte und diesen Vorsprung in der Version 2.1 auf 393 Punkte ausbaute.
Mit dem OS 2.0 ist das PlayBook kompatibel zu Android 2.3. Dadurch können diese Apps nach einer Portierung in das Blackberry-Format .bar im Gerät installiert werden. Die portierten Apps werden nach erfolgreicher Zertifizierung durch RIM in der Blackberry App World veröffentlicht.

### Jailbreak
Ende November 2011 wurde bekannt, dass das Sicherheitssystem des Betriebssystems Playbook OS von Hackern geknackt wurde, wodurch ein Vollzugriff auf das Blackberry Playbook möglich wurde. Jedoch schaffte es RIM, diese Lücke im System ab Version 2.0 erfolgreich zu schließen.

### Unterstützte Medienformate
Das Blackberry PlayBook unterstützt verschiedenste Audio- und Videoformate.
| Dateiformat                        | Komponente | Codec                               | Profile                                                    | Bemerkung                                                                           |
| ---------------------------------- | ---------- | ----------------------------------- | ---------------------------------------------------------- | ----------------------------------------------------------------------------------- |
| 3GP 3GP2 M4A M4V MOV MP4 MKV MPEG4 | Video      | H.264                               | Baseline, Main und High (bis zu 4.2) Profil                | CBP, 20 Mbit/s                                                                      |
| 3GP 3GP2 M4A M4V MOV MP4 MKV MPEG4 | Video      | MPEG4                               | Simple und Advance Simple Profil                           | Level 0,1,2,3,4A,5 und 6                                                            |
| 3GP 3GP2 M4A M4V MOV MP4 MKV MPEG4 | Video      | H.263                               |                                                            |                                                                                     |
| 3GP 3GP2 M4A M4V MOV MP4 MKV MPEG4 | Video      | MPEG-2                              | Bis zu Simple Profil Main Level und Main Profil High Level |                                                                                     |
| 3GP 3GP2 M4A M4V MOV MP4 MKV MPEG4 | Audio      | AAC                                 |                                                            | AAC-LC (96 kbit/s oder höher), HE-AAC v1 und v2 (128 kbit/s oder höher), Stereo 5.1 |
| 3GP 3GP2 M4A M4V MOV MP4 MKV MPEG4 | Audio      | MP3                                 |                                                            |                                                                                     |
| 3GP 3GP2 M4A M4V MOV MP4 MKV MPEG4 | Audio      | PCM                                 |                                                            |                                                                                     |
| AVI                                | Video      | MPEG4                               | Simple und Advance Simple Profil                           | Level 0,1,2,3,4A,5 und 6                                                            |
| AVI                                | Video      | H.264                               | Baseline, Main und High (bis zu 4.2) Profil                | CBP, 20 Mbit/s                                                                      |
| AVI                                | Video      | Xvid                                |                                                            |                                                                                     |
| AVI                                | Video      | MPEG2                               | Bis zu Simple Profil Main Level und Main Profil High Level |                                                                                     |
| AVI                                | Audio      | MP3                                 |                                                            | MPEG1,2 und 2.5, Layer 3, Stereo 128 kbit/s                                         |
| ASF WMV WMA                        | Video      | VC-1                                | Simple, Main und Advance (bis zu Level 3) Profil           |                                                                                     |
| ASF WMV WMA                        | Audio      | Windows Media Audio 9               |                                                            |                                                                                     |
| ASF WMV WMA                        | Audio      | Windows Media Audio 10              |                                                            | 8 kbit/s oder höher                                                                 |
| ASF WMV WMA                        | Audio      | Windows Media Audio 10 Professional |                                                            | 128 kbit/s oder höher mit Stereo 5.1                                                |
| ASF WMV WMA                        | Audio      | Windows Media Audio Lossless        |                                                            | 128 kbit/s oder höher mit Stereo 5.1                                                |
| MP3 MKA AAC                        | Audio      | MP3, AAC, PCM                       |                                                            | MPEG1,2 und 2.5, Layer 3, Stereo 128 kbit/s                                         |
| AMR                                | Audio      | AMR-NB                              |                                                            |                                                                                     |
| F4V                                | Video      | VP6                                 |                                                            | Softwaredecodierung                                                                 |
| F4V                                | Video      | Sorenson Spark                      |                                                            | Softwaredecodierung                                                                 |
| WAV                                | Audio      | PCM                                 |                                                            | LPCM, A-LAW, U-LAW und ADPCM                                                        |

## Zubehör

### Taschen

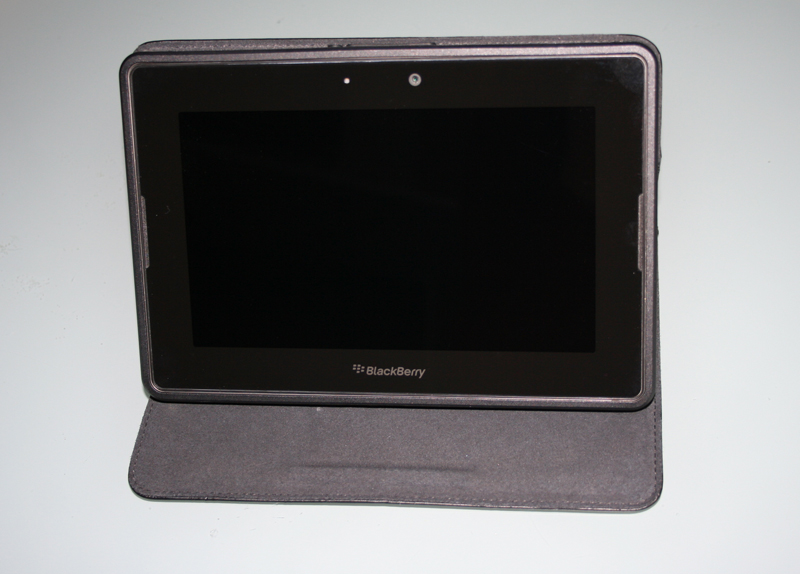
PlayBook im aufgestellten Convertible Case.

Für das Gerät werden verschiedene Taschen in einer schwarzen Leder- oder Kunstlederausführung angeboten. Beim sog. Convertible Case aus Kunstleder wird das PlayBook passgenau eingesetzt und kann so befestigt mit dem im Case integrierten Aufsteller aufrecht gestellt werden.

### Ladestation

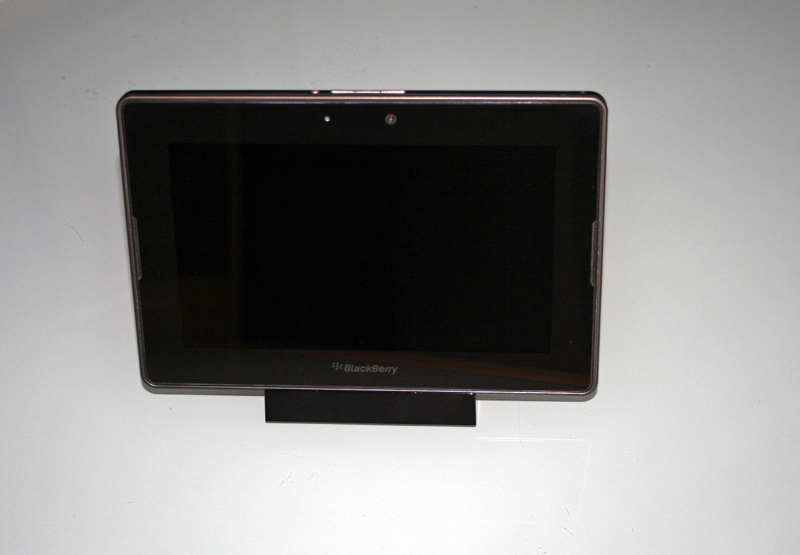
PlayBook in Ladestation eingesteckt. Durch die Neigung der Ladestation ist der Blickwinkel auf das PlayBook optimiert.

Für das PlayBook wird eine Schnellladestation angeboten, mit der das Gerät zweimal schneller als mit dem Standard-USB-Ladekabel aufgeladen wird. Die Ladestation hat einen speziellen 90° Anschluss und Fuß, so dass das Gerät beim Ladevorgang wie ein Bilderrahmen steht und ein Arbeiten weiter möglich ist.

### Tastatur
Im März 2012 wurde eine Minitastatur speziell für das PlayBook angeboten. Diese konnte mit Stand April 2010 nur über den US-Blackberry-Shop bezogen werden. Die Tastatur hat daher das englische Tastenlayout (QWERTY).
Die Minitastatur wurde zusammen mit einem sog. Convertible Case ausgeliefert, in dem das PlayBook und die Tastatur zusammen aufbewahrt transportiert werden können.

## Kritik
Im Juni 2011 startete RIM für rund 1.000 Playbooks eine Rückrufaktion, da diese aufgrund eines Betriebssystemfehlers keine Installation neuer Programme zuließen. In vielen Tests wurde bis zum Erscheinen von Playbook OS 2.0 bemängelt, dass das Tablet keinen eigenen Mailclient hatte.